# Shark Attack (videogioco)
Shark Attack è un videogioco arcade a tema horror sviluppato da Pacific Novelty e pubblicato da Game Plan nel 1981. Venne presentato in anteprima all'edizione 1980 dell'AMOA come Deep Death.

## Modalità di gioco
Shark Attack è un titolo d'azione a schermata fissa in cui il giocatore controlla uno squalo, il quale nuota libero per l'oceano profondo e il suo scopo sarà mangiare in un sol boccone dei cacciatori subacquei. Essi sono armati di arpioni, sparano molto raramente all'inizio e aumentano la loro velocità di fuoco e precisione. Si muovono a un'angolazione diversa ogni secondo circa, quindi quando sono rivolti dall'altra parte il giocatore può approfittare per avvicinarsi di soppiatto e morderli. Ogni volta che vengono sgranocchiati, appare uno schizzo di sangue.
Un'ondata è composta da quattro subacquei di un colore diverso. Ad esempio, quelli rossi sono più lenti e valgono 50 punti ciascuno, mentre i gialli più veloci 500 punti. Una vita extra viene ottenuta dopo essere sopravvissuti alle sette ondate, rappresentate da teschi in alto a destra dello schermo. Infine, la partita finisce una volta che le tutte le vite vengono esaurite.